# 아브자드 숫자
아브자드 숫자(Abjad numerals, Hisab al-Jummal, 아랍어: حِسَاب ٱلْجُمَّل, ḥisāb al-jummal)는 10진수 알파벳 숫자 시스템/영숫자 코드로, 아랍 문자 28개 문자에 숫자 값이 할당된다. 아라비아 숫자 위치는 8세기 이전부터 아랍어권 세계에서 사용되어 왔다. 현대 아랍어에서 ʾabjadīyah(RTI)라는 단어는 일반적으로 '알파벳'을 의미한다.
아자드 체계에서는 아랍어 알파벳의 첫 글자인 ʾalif가 1을 나타내는 데 사용된다. 두 번째 문자인 bāʾ, 2, 최대 9. 문자는 10과 100의 처음 9개 간격을 나타낸다. yāʾ는 10, kāf는 20, qāf는 100, 1000으로 끝난다.
ʾabjad(בجد)라는 단어 자체는 아람어 알파벳, 히브리어 알파벳, 페니키아 알파벳 및 기타 셈어 문자를 포함하는 셈어 알파벳의 처음 네 글자(A-B-J-D)에서 유래되었다. 이 오래된 알파벳에는 22개의 문자만 포함되어 있으며 taw에서 끝나며 숫자상으로 400에 해당한다. 아랍어 아브자드 시스템은 이 시점에서 다른 알파벳에서는 찾을 수 없는 문자(thāʾ= 500 등)로 계속된다. 아랍어의 아브자드 숫자는 히브리어 gematria와 그리스 isopsephy의 이전 영숫자 코드와 유사하다.

## 아브자드 순서
오른쪽에서 왼쪽으로 읽는 마시리키 아브자드(Mashriqi abjad) 순서는 다음과 같다.
| غ  | ظ | ض | ذ  | خ  | ث  | ت | ش  | ر | ق | ص | ف | ع | س | ن | م | ل | ك | ي | ط | ح | ز | و   | ه | د | ج | ب | أ |
| gh | ẓ | ḍ | dh | kh | th | t | sh | r | q | ṣ | f | ʿ | s | n | m | l | k | y | ṭ | ḥ | z | w/u | h | d | j | b | ʾ |

오른쪽에서 왼쪽으로 읽는 마그레브 아브자드 순서는 다음과 같다.
| ش  | غ  | ظ | ذ  | خ  | ث  | ت | س | ر | ق | ض | ف | ع | ص | ن | م | ل | ك | ي | ط | ح | ز | و   | ه | د | ج | ب | أ |
| sh | gh | ẓ | dh | kh | th | t | s | r | q | ḍ | f | ʿ | ṣ | n | m | l | k | y | ṭ | ḥ | z | w/u | h | d | j | b | ʾ |

## 같이 보기
- 아라비아 숫자
- 쿠픽